# Babisme
Cette page contient des caractères spéciaux ou non latins. S’ils s’affichent mal (▯, ?, etc.), consultez la page d’aide Unicode.
Cet article possède un paronyme, voir Bábís.

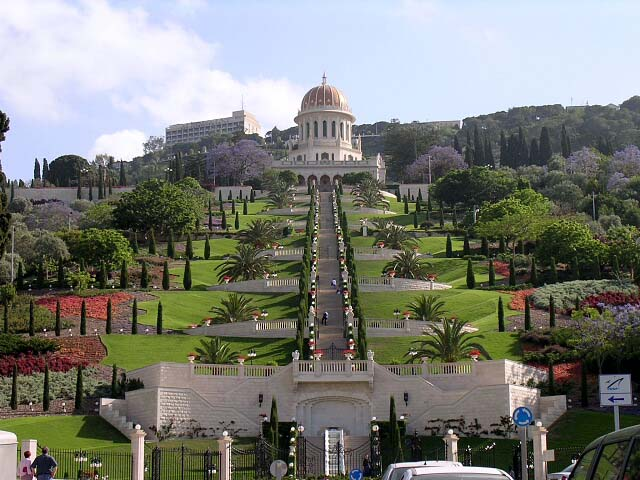
Mausolée du Bāb sur le Mont Carmel (Haïfa, Israël)

Le babisme ou la foi babie (persan : بابی ها, Bābī hā) est un mouvement religieux réformateur et millénariste fondé en Iran le 23 mai 1844 (5 Jamādīyu’l-Avval 1260 ap.H.), par un jeune commerçant de la ville de Chiraz, nommé Sayyid ʿAlī Muḥammad Šīrāzī (1819-1850) et surnommé le Bāb (arabe : باب= « la Porte ») (1819-1850).
Ce mouvement messianique fut la cause d’un grand bouleversement dans la société persane du XIXe siècle. Le babisme se répandit rapidement à travers la Perse, touchant toutes les classes sociales. Le clergé chiite associé au gouvernement persan réagit par une persécution féroce en martyrisant des dizaines de milliers de babis. Il ne reste plus actuellement que quelques disciples du Bāb, qui s’appellent eux-mêmes le Peuple du Bayān et sont nommés bābī, bayānī ou azalī. Situés principalement en Iran et en Ouzbékistan, il est impossible de donner de chiffre exact, car ils continuent de pratiquer la dissimulation (taqiya) et vivent sans se différencier des musulmans qui les entourent.

## Environnement social
La dynastie Kadjar (Qāǧār), fondée en 1794, venait de réussir à restaurer l’unité nationale et s’apprêtait à entamer des réformes pour moderniser le pays sous la pression de la Russie au nord et de la Grande-Bretagne à l’est, qui s’opposaient dans le Grand Jeu géostratégique pour la domination de la région. Avec l’arrivée au pouvoir des Qajars, les commerçants du bazar (bazarī) et les dignitaires religieux (oulémas) chiites acquirent influence et pouvoir au sein d’une société restée féodale et soumise au clientélisme, au népotisme et à la corruption.
Le milieu du XIXe siècle fut une période d’intenses espoirs de voir se réaliser une ère messianique, aussi bien parmi les chrétiens (comme avec les adventistes) que les musulmans chiites.
Ceux-ci attendent selon leurs traditions la venue, avant le « Jour de la Résurrection et du Jugement », d’une sorte de « messie » appelé Al-Mahdī (arabe : المَهْديّ, ce qui signifie « le bien guidé ») par les sunnites et Al-Qā’im (arabe : القائم, ce qui signifie « celui qui se lèvera » ou le « résurrecteur ») par les chiites, qui l’identifient avec le retour de « l’imam caché ». Le Coran ne parle pas de cet homme, mais de multiples traditions rapportent les paroles de Muḥammad le décrivent, comme celle-ci : « Dieu fera ressortir de la cachette Al Mahdī de ma famille et juste avant le Jour du Jugement ; même si un jour restait dans la durée du monde et il répandra sur terre justice et égalité, et éradiquera la tyrannie et l’oppression ». 
Šayḫ Aḥmad Aḥsāʾī (1753-1826) était un métaphysicien chiite originaire de Bahreïn, qui fonda au XVIIIe siècle en Perse et en Irak une école religieuse, dont les membres, appelés shaykhis, concentraient leur enseignement sur les aspects ésotériques et métaphysiques du chiisme ce qui leur attira certaines critiques de la part du clergé majoritaire, méfiant de ce nouveau mouvement potentiellement hétérodoxe.
Après sa mort, c’est son disciple Sayyid Kāẓim-i Raštī (1793-1843), qui prit la direction de l’école et assura la défense de ses doctrines face à leurs détracteurs.
À son décès, ses disciples furent confus, ignorant vers qui se tourner pour diriger le mouvement, et c’est ainsi qu'un de ses disciples, Mullā Ḥusayn-i Bušruʾī (1813-1849), se mit en route pour trouver un successeur à son défunt maître. Après 40 jours de prière et de jeûne il rencontra finalement à Chiraz le Bāb, le reconnut, et le présenta à 17 autres étudiants shaykhis, qui, à leur tour, le reconnurent et devinrent ses apôtres : les Lettres du Vivant.

## Enseignements du Bāb

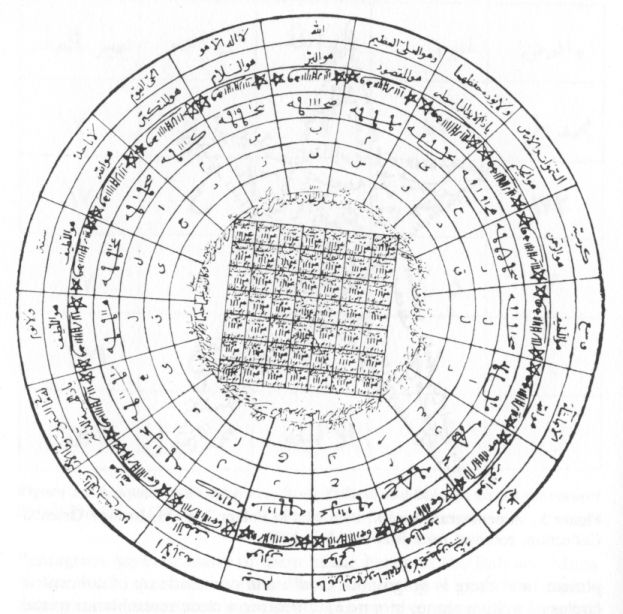
Da’ira babi contenant des annotations de la main du Bāb

Malgré sa jeunesse et la brièveté de sa vie missionnaire, le Bāb révéla l’équivalent de 500 000 versets, dont la plus grande partie a été perdue.

« Voici qu’environ cent mille lignes semblables à ces versets se sont répandus parmi les hommes, sans compter les prières invocatrices et les questions concernant la science et la philosophie. Considère encore le sujet du « Point du Bayān « (le Bāb). Ceux qui le connaissent savent quel est son rang avant la Révélation; mais après la Révélation, et bien que jusqu’à aujourd’hui il ait révélé plus de cinq cent mille versets sur divers thèmes, on parle cependant contre lui avec des mots tels que la plume refuse de les répéter. L’univers cependant n’a jamais vu ni éprouvé une bonté comparable à celle qui émane aujourd’hui des Paroles divines, comme les pluies d’avril des nuages du Miséricordieux; car les plus grands Prophètes, dont le caractère divin et la gloire brillent comme le Soleil, n’ont apporté qu’un seul Livre dont les versets sont connus de tous. Tandis que, de ce nuage de la miséricorde divine, il a été révélé tellement d’ouvrages que nul ne peut les compter. On n’en connaît jusqu’ici qu’une vingtaine de volumes, mais combien y en a-t-il qui ne nous sont pas parvenus, ou qui sont tombés entre les mains des ennemis qui en ont fait ce que personne ne sait ! »

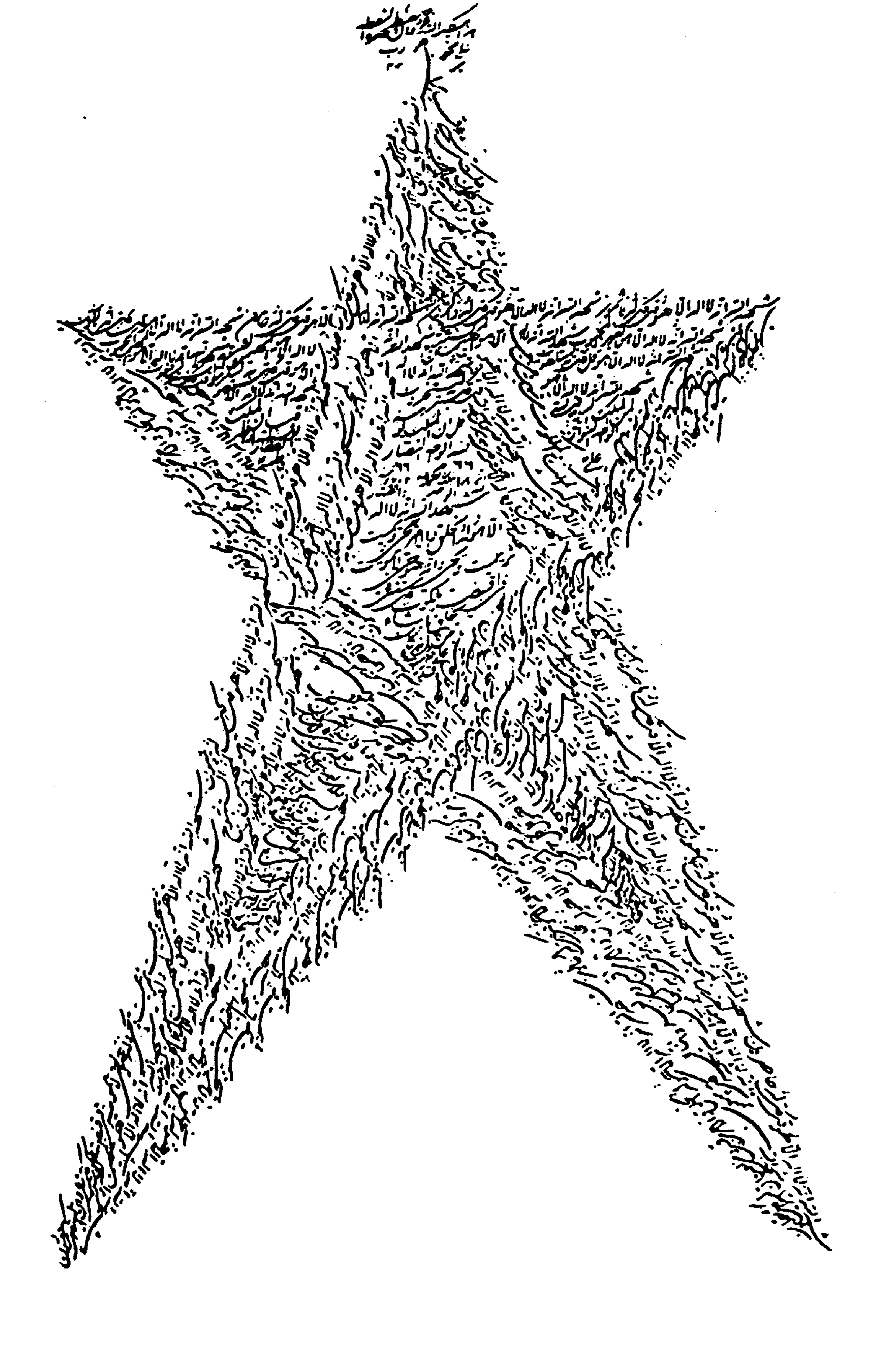
Epître de la main du Bāb sous forme d’étoile Haykal

Dans son ouvrage intitulé Sources for Early Babi Doctrine and History, Denis MacEoin décrit un grand nombre des œuvres du Bāb encore disponibles, dont voici une liste incomplète classée approximativement par ordre chronologique :
- à Shiraz avant le pèlerinage : Qayyūmu’l-Asmā’ (commentaire sur la douzième sourate coranique), Ṣaḥīfiy-i Maḫḏūmiyyah (ensemble de prières) et les Épîtres au roi de Perse Muḥammad Šāh, au sultan ‘Abdu’l-Majīd et au gouverneur de Baġdād.
- lors de son pèlerinage à La Mecque et Médine : Ḫaṣā’il-i Sab’ih, Kitābū’r-Rūḥ (le Livre de l’Esprit), Ṣaḥīfiy-i Baynu’l-Ḥarāmayn (Traité entre les deux sanctuaires) et Kitāb-i Fihrist (le Livre du catalogue).
- à Shiraz après le pèlerinage : Ṣaḥīfiy-i Ja’farīyyih, Ḫasā’il-i Sab‘ih (les Sept Attributs), Risāliy-i Furū-i ’Adlīyyih (L’épître sur les détails de la justice) et Tafsīr-i Sūrih-i Kawṯ ar (commentaire sur la 108e sourate coranique).
- durant son séjour à Ispahan : Tafsīr-i Nubuwwwat-i Ḫāṣṣih (commentaire sur la mission spécifique de Muḥammad) et Tafsīr-i Sūrih-i Va’l-’Aṣr (commentaire sur la 103e sourate coranique).
- durant son emprisonnement à Māh-Kū : les seconde et troisième épîtres à Muḥammad Shāh, l’épître aux ‘ulamā de Qazvīn et au vizir Ḥājī Mīrzā Áqāsī, le Bayān persan (son œuvre maîtresse), Dalā’il-i Sab’ih (les Sept preuves) et 9 commentaires sur le Coran (tous perdus).
- durant son emprisonnement à Čahrīq : Kitāb-i Asmā’ (le Livre des Noms), Kitāb-i Panj-Ša’n (le Livre des Cinq Rangs), le Bayān arabe, une épître à Ḥājī Mīrzā Áqāsī et Lawḥ-i Ḥurūfāt (L’épître des lettres).
- date imprécise : Zīyārat-i Šāh-‘Abdu’l-‘Aẓīm, Ṣaḥīfiy-i Radavīyyih, Risāliy-i Fiqhīyyih, Risāliy-i Ḏahabīyyih et Sūriy-i Tawḥīd (la Sourate de l’Unité).

### Le «Promis» de l’Islam
Le Bāb déclara en plusieurs occasions qu’il était le « Promis » attendu par les musulmans à la « fin des temps » (Al-Mihdī ou Al-Qā’im, le « retour de l’Imam caché ») : 
- lors de sa déclaration à Mullā Ḥusayn-i Bushru’ī dans sa demeure de Šīrāz le 23 mai 1844 ;
- au chérif de La Mecque lors de son pèlerinage aux lieux saints de l’islam durant l’hiver 1844-1845 ;
- dans ses écrits ;
- au cours de son procès à Tabrīz en juillet 1848.

Le premier titre que prit ‘Alī-Muḥammad-i Šīrāzī fut celui de Al-Bāb, ce qui signifie « la porte » en arabe. Ce titre fut la cause d’une méprise de la part des chiites sur ses prétentions. Comme les quatre messagers, qui servirent de lien entre les croyants et « l’imam caché » durant la « petite occultation » (Ġaybatu’ṣ-Ṣuġ rā, 874-940), portaient le titre de Bāb et que selon un hadith Muḥammad aurait dit qu’il était « la cité du savoir dont ‘Alī est la porte », ils considérèrent le Bāb comme un intermédiaire entre eux et « l’imam caché », dont ils attendaient le retour. C’est pour cela qu’ils accueillirent favorablement comme une rétractation ces paroles prononcées par le Bāb lors de son interrogatoire à Šīrāz en 1845 :

« Le Bāb, regardant l’assemblée, déclara : « Que la malédiction de Dieu soit sur celui qui me considère comme le représentant de l’imam ou comme l’intermédiaire entre celui-ci et les fidèles. Que la malédiction de Dieu soit aussi sur celui qui m’accuse d’avoir nié l’unité de Dieu et dénoncé le rang de Muḥammad en tant que prophète, sceau des prophètes, d’avoir rejeté la vérité d’un quelconque messager du passé, ou d’avoir refusé de reconnaître le gardiennat d’‘Alī, le commandeur de la foi ou de tout imām qui lui a succédé. » Il monta alors sur la marche supérieure du mihrāb, embrassa l’imām-jum’ih puis redescendit et alla rejoindre les fidèles pour accomplir la prière du vendredi. »

En fait ce qu’il affirma, ce n’était pas qu’il était la « porte » du Qā’im mais ce « Promis » lui-même, la « Porte de Dieu » (باب الله Bāb’u’llāh) ! Voici la déclaration qu’il fit lors de son procès à Tabrīz en 1848 :

« À son arrivée, le Bāb vit que tous les sièges étaient occupés dans la salle, sauf celui qui était destiné au valī-’ahd. Il salua l’assemblée et, sans la moindre hésitation, alla occuper cette place vacante. La majesté de son allure, l’expression de confiance qui se lisait sur son front et, surtout, l’esprit de puissance dont rayonnait tout son être semblèrent avoir, pendant un moment, étouffé l’âme de ceux qu’il avait salués. Un silence profond et mystérieux les envahit soudain. Pas une seule âme, parmi cette éminente assemblée n’osa souffler mot. Finalement, le silence qui les avait saisis fut rompu par le nizāmu’l-‘ulamâ’. « Pour qui vous prenez-vous ? » demanda-t-il au Bāb, « et quel est le message que vous avez apporté ? » « Je suis », s’exclama trois fois le Bāb, « je suis, je suis le Promis ! Je suis celui dont vous avez invoqué le nom pendant un millier d’années, celui à la mention de qui vous vous êtes levés, celui dont vous avez désiré l’avènement et celui, enfin, dont vous avez demandé à Dieu de hâter l’heure de la révélation. En vérité je le dis, il incombe aux peuples de l’Orient comme à ceux de l’Occident d’obéir à ma parole et de prêter serment d’allégeance à ma personne. »

Il revendiqua également le même rang que celui de Muḥammad par des titres comme le « Premier Point » (Nuqṭiy-i Ulà), car c’est de ce « point » que proviennent toutes les lettres du Livre et tout ce qui est créé. Jésus est pour les chrétiens le « Verbe fait chair » et Muḥammad est pour les musulmans un « Coran qui marche »… pour ses disciples, le Bāb est aussi la manifestation de la parole divine, le « Point du Bayān » (Nuqṭiy-i Bayān), celui d’un livre saint pour notre époque, et ses premiers disciples sont les « Lettres du Vivant » (حروف الحي Ḥurūfu’l-Ḥayy). Il se considère comme une « Manifestation de Dieu » (en persan Maẓhar-i ilāhī, le lieu de la manifestation des qualités divines, dans un « temple humain ») et les bābis le désignaient aussi par les titres Ḥazrat-i A’lā (« présence suprême »), Jamāl-I-Mubārak (« beauté bénie »), Ḥaqq Ta’ālā (« vérité tout-puissante »), Ṣāḥibu’z-Zamān (« seigneur de l’ère »), Ḏikr’u’llāh (« souvenir de Dieu ») et Qurrat’ul ‘Ayn (« consolation des yeux »).

### le «Jour du Jugement»
L’œuvre de Bāb abonde en commentaires et en explications sur les écrits religieux islamiques, comme dans son premier ouvrage intitulé Qayyūmu’l-Asmā’, qui est un commentaire de la sourate de Joseph révélé en 1844, ou dans son Bayān révélé en 1847-1848, qui est une « explication » du Coran.
Le Bāb enseigne que les notions de « résurrection », de « jour du jugement », de « paradis » et d’« enfer », utilisées dans les prophéties chiites sur la « fin des temps », doivent être comprises de manière métaphorique :
- la « résurrection » signifie l’apparition d’une nouvelle « Manifestation de Dieu » apportant une nouvelle révélation redonnant vie à une humanité morte spirituellement[14]. Et bien que le « jour de la résurrection » soit le plus grand de tous les jours, il semble un jour comme les autres pour les négligents[15].
- la « résurrection des morts » signifie la renaissance spirituelle sous l’influence de la révélation divine de ceux, qui sont spirituellement comme des morts par leur ignorance, leur négligence ou leur rébellion[16].
- le « jour du jugement » signifie les conséquences de l’acceptation ou de rejet de la nouvelle « Manifestation » et de la nouvelle « Révélation » de Dieu[17].
- le « paradis », c’est de reconnaître Dieu à travers la « manifestation » de ses qualités dans un « temple humain » et d’observer ses commandements par amour de Lui. L’« enfer » est la domination de la part animale de l’homme sur sa part spirituelle, ce qui le prive des bénédictions divines. Paradis et enfer ne sont pas des lieux physiques, mais des états de l’âme, que l’on déjà peut expérimenter au cours de la vie terrestre[18].

Le Bāb écrit dans son Bayān persan qu’Adam n’était pas le premier homme et que d’innombrables générations humaines vécurent avant lui. Adam est selon lui le premier prophète d’un cycle de l’humanité, le « cycle prophétique », qui a commencé 12210 années avant la venue du Bāb et s’est achevé avec la révélation de Muḥammad désigné par le Coran comme le « Sceau des prophètes » (Ḫātam an-Nabiyyīn).
Comme l’indique en arabe son nom « باب » (b-a-b = porte), le Bāb déclara être la « porte », la charnière ou « l’intermonde » (barzaḫ), entre deux cycles spirituels de l’humanité : le « cycle prophétique » avant lui et après lui le « cycle de la splendeur » (bahā’) de l’accomplissement des prophéties, qui commence avec « Celui que Dieu rendra manifeste » et se poursuivra dans le futur avec d’autres « Manifestations » de Dieu successives. Quand le Bāb envoya ses disciples à travers la Perse pour annoncer son message de la « Bonne Nouvelle » de l’aube d’une nouvelle ère, il s’adressa ainsi à eux dans son « épître aux Lettres du Vivant » :

« Je vous prépare pour la venue d’un grand Jour. Déployez tous vos efforts afin que dans le monde à venir, moi qui vous instruis aujourd’hui, je puisse, devant le trône de miséricorde divine, me réjouir de vos actes et me glorifier de vos exploits. Nul ne connaît encore le secret du Jour qui doit venir. Il ne peut être divulgué et nul ne peut s’en faire une idée. L’enfant nouveau-né de ce Jour sera plus avancé que les hommes les plus sages et les plus vénérables de notre temps. Le plus humble, le plus ignorant de cette époque-là surpassera en connaissances les théologiens les plus érudits et les plus accomplis de nos jours. Dispersez-vous en tous sens à travers ce pays et, d’un pied ferme, d’un cœur sanctifié, préparez la voie pour Sa venue. Ne contemplez pas votre faiblesse et votre fragilité ! Fixez votre regard sur le pouvoir invincible du Seigneur, votre Dieu tout puissant ! »

### Lois du Bāb abrogeant la charia islamique
Le babisme se sépara clairement de l’Islam après la Conférence de Badasht du 26 juin 1848 au 17 juillet 1848. À partir de ce moment, le Bayān remplaça le Coran pour les bābis et sa loi abrogea celle de la charia islamique.
Parmi les nouvelles lois se trouvent le changement de la qiblih (la direction vers laquelle les croyants doivent se tourner pour accomplir le rite de la prière) de la Ka’bih de La Mecque à la maison du Bāb à Chiraz et l’abandon du calendrier islamique lunaire au profit d’un nouveau calendrier solaire appelé calendrier badīʿ. Celui-ci consiste en 19 mois de 19 jours (361) portant des « noms de Dieu », auxquels on ajoute 4 ou 5 jours intercalaires pour le faire coïncider avec le cycle solaire de 365,2422 jours, dont le premier jour est Naw-Rūz et dont le dernier mois est consacré au jeûne.
Le Bāb révéla aussi un ensemble de rites et de lois, souvent non complètement mis en pratique, et parmi lesquels on trouve :
- ne porter d’armes qu’en cas de nécessité.
- s’asseoir sur des chaises.
- faire attention à la propreté physique « comme les chrétiens ».
- ne pas faire preuve de cruauté envers les animaux.
- ne pas battre sévèrement les enfants.
- imprimer des livres, et principalement les écrits saints.
- ne pas étudier les « sciences », qui ne commencent et ne finissent que par des mots.

Ces lois semblent modernes et tolérantes mais il existe aussi d’autres lois, qui frappent par leur sévérité envers ceux qui ne sont pas bābis :
- interdiction pour les non-bābis de vivre dans 5 provinces centrales de la Perse.
- destruction des lieux saints des religions antérieures.
- autodafé de tous les livres non-bābis.
- interdiction aux non-bābis de se marier avec des bābis, et même de s’asseoir en leur compagnie.
- confiscation possible des biens des non-bābis.

D'autres rites concernent le pèlerinage (ḥajj), le jeûne (ṣawm), les funérailles, l’usage des bagues et des parfums.

### «Celui que Dieu rendra manifeste»

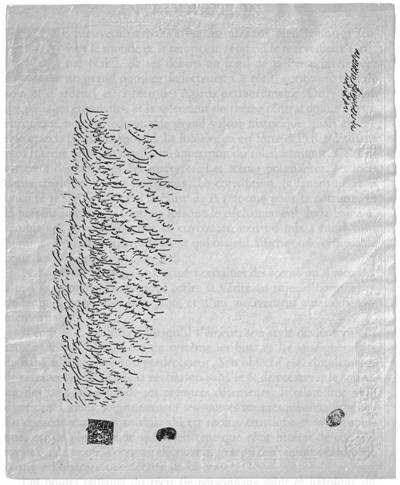
épître de la main-même du Bāb à « Celui que Dieu rendra manifeste ».

Le Bāb annonce dans ses écrits la venue après lui de « Celui que Dieu rendra manifeste » (Man yuẓhiruhu’llāh, arabe : من یظهر الله et persan : مظهر کلّیه الهی). Ce sera un être si glorieux, que le Bāb lui-même affirme ne pas pouvoir décrire convenablement ses qualités : « De tous les hommages que j’ai rendus à celui qui doit venir après moi, en voici le plus grand : mon aveu écrit qu’aucune de mes paroles ne peut le décrire adéquatement, et qu’aucune référence à lui dans mon livre, le Bayān, ne peut rendre justice à sa cause. »
Le Livre saint et les lois révélés par le Bāb seront alors remplacés par le Livre saint et les lois révélées par « Celui que Dieu rendra manifeste » au second « Jour de la Résurrection ».
Dans ses écrits, le Bāb fait allusion à l’importance des « neuvième » (1269 ap.H.) et « dix-neuvième » (1279 ap.H.) années après la naissance du babisme en 1844 (1260 ap.H.), ainsi qu’aux limites temporelles indiquées sous le nom de Ġiyāṯ ( غیاث ) et Mustaġāṯ ( مستغاث ), dont la valeur selon la numération abjad sont respectivement de 1511 et de 2001.

« « Dans l’année neuf », a-t-Il [le Bāb] écrit de manière explicite, faisant allusion à la date de l’avènement de la Révélation promise, « vous atteindrez au bien suprême ». « Dans l’année neuf, vous arriverez à la présence de Dieu. » Et plus loin : « Après Ḥīn (dont la valeur numérique est 68), une Cause vous sera révélée que vous serez amenés à connaître. » Il a déclaré plus particulièrement : « Ce n’est qu’après l’expiration de neuf années après la naissance de cette Cause que les réalités des choses créées seront rendues manifestes. Tout ce que tu as vu jusqu’ici n’est que la phase qui commence avec le germe humide et continue jusqu’à ce que Nous l’ayons revêtu de chair. Sois patient jusqu’à ce que tu contemples une nouvelle création. Dis : Que Dieu, le Créateur parfait par excellence, en soit béni. » « Attends », déclare-t-il à ‘Aẓīm, « jusqu’à l’expiration de neuf années après la Révélation du Bayān. Puis proclame : Pour cela, béni soit Dieu, le Créateur parfait entre tous. » Faisant allusion, dans un passage remarquable à l’an dix-neuf, Il a donné cet avertissement : « Soyez vigilants depuis la naissance de la Révélation jusqu’au nombre de Vàhid (19) et au commencement de l’année quatre-vingts (1280 après l’Hégire). » « S’Il devait apparaitre en cet instant même », a-t-Il affirmé dans son ardeur à assurer que l’imminence de la Révélation promise ne devait pas écarter les hommes du Promis, « je serais le premier à l’adorer et à me prosterner devant Lui. »

### Testament du Bāb

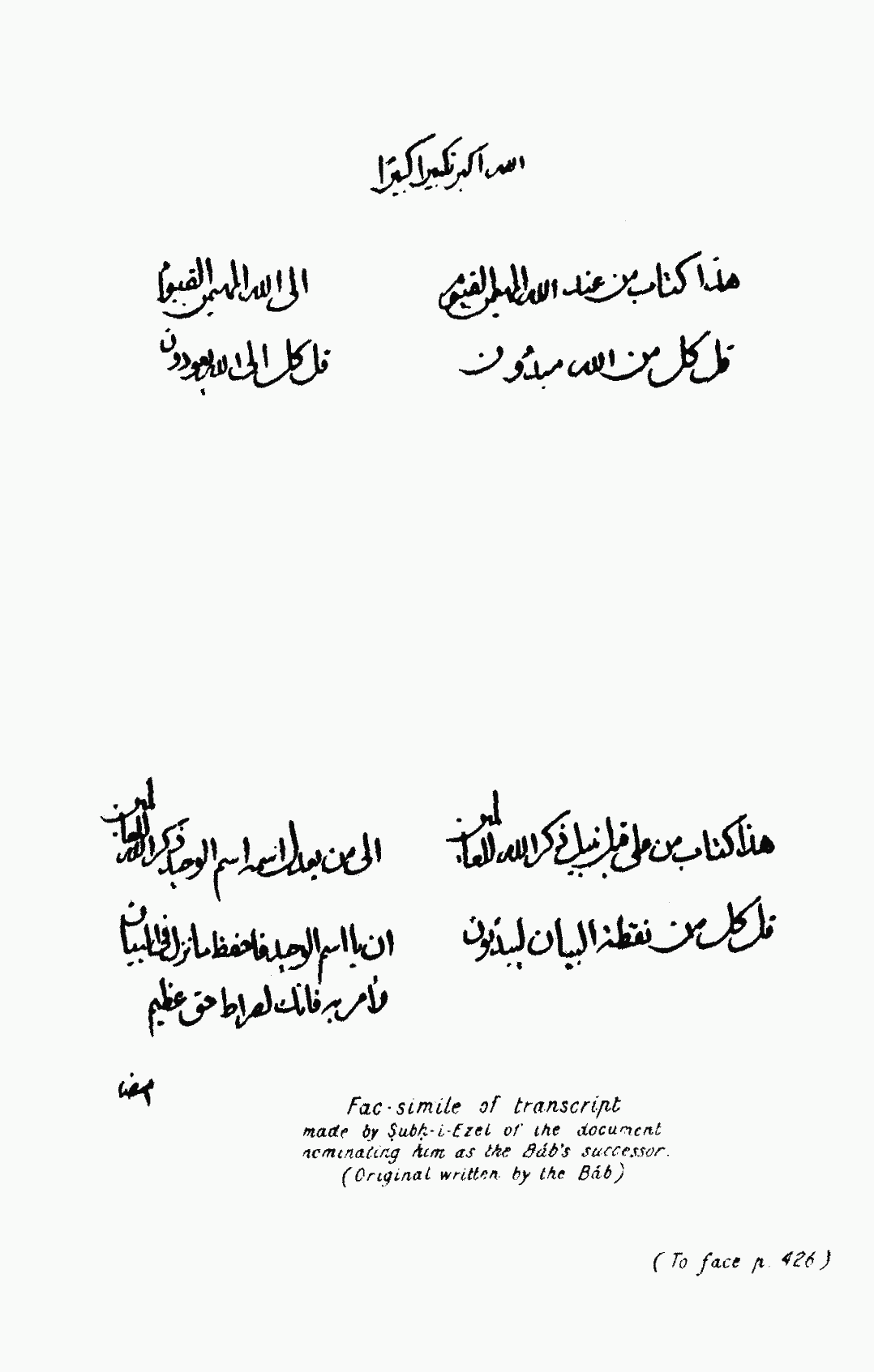
Transcription de la main de Ṣubḥ-i Azal du document le nommant successeur du Bāb.

En 1849, quelque temps après le martyre de Quddūs, le Bāb écrivit une tablette intitulée Lawḥ-i Vasaya, qui est considérée comme son testament. Dans cette lettre, il nommait son disciple Mīrzā Yaḥyā Nūrī Ṣubḥ-i Azal (« Aurore de l’Éternité ») en tant que son successeur et chef de la communauté bābie après sa mort, avec pour consignes :
- assurer sa propre sécurité et celle de ses écrits, ainsi que de ce qui est révélé dans le Bayān,
- communiquer avec les bābis et demander conseils des témoins, ainsi que de Áqā Siyyid Ḥusayn Yazdī,
- rassembler, sceller, si besoin compléter les écrits saints de Bāb pour les distribuer parmi les bābis et les faire connaitre parmi l’humanité,
- inviter les hommes à embrasser la révélation du Bāb,
- décider quand sera venu le triomphe et désigner son successeur,
- reconnaitre « celui que Dieu rendra manifeste » quand il viendra et inviter les hommes à en faire autant[30].

## Chronologie de la dispensation du Bāb

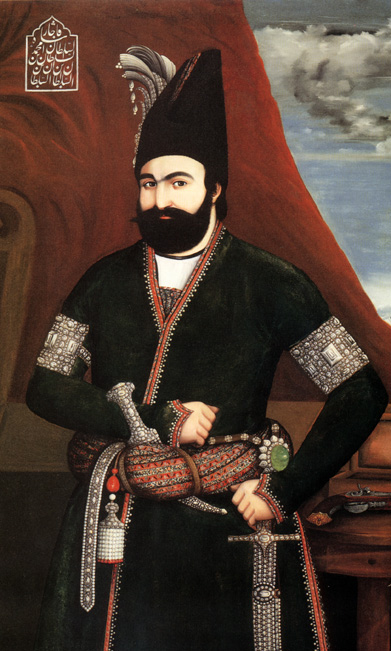
Muḥammad Šāh Qājār

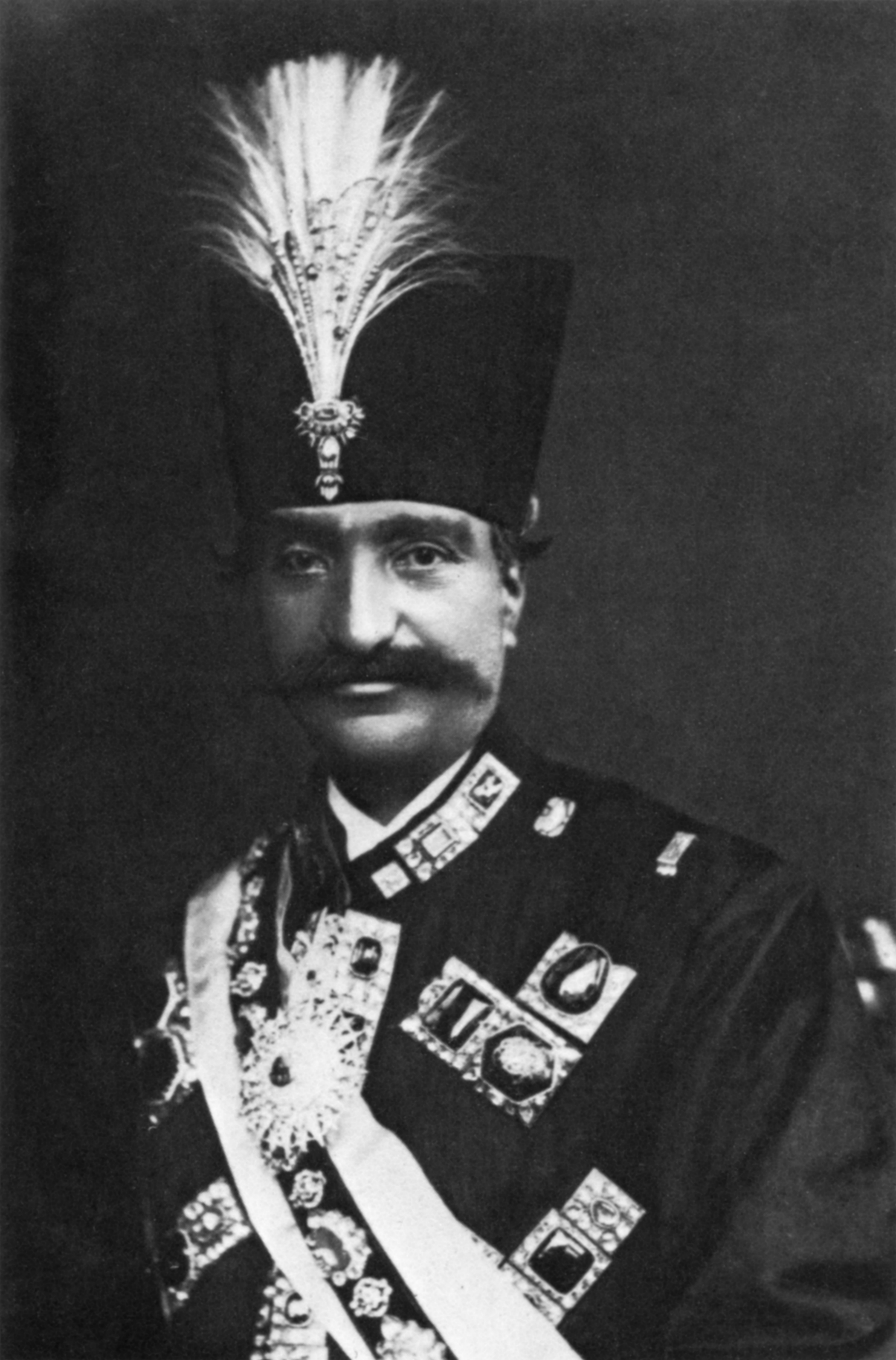
Nāṣiri’d-Dīn-Šāh Qājār

1844 (1260 ap.H.) est l’année où le Bāb déclara qu’il était le « Promis » de l’islam, dans la nuit du 22 au 23 mai à Mullā Ḥusayn-i Bušru’ī, qui devint son premier disciple et qu’il nomma la première des « Lettres du Vivant » ainsi que « la porte de la Porte » (Bābu’l-Bāb). Après avoir été reconnu par les 18 « Lettres du Vivant », il envoya annoncer son message à travers la Perse, alors qu’il se rendit en pèlerinage à La Mecque avec Mullā Muḥammad ‘Alī-i Bārfurūsh (1820-1849, surnommé Quddūs, pour y déclarer solennellement sa mission. Le voyage et l’accueil qu’il y reçut lui laissèrent des souvenirs amers, mais il put écrire une lettre au chérif de La Mecque et recevoir l’allégeance de disciples à la Ka’bih.
1845 vit le retour du Bāb en Perse et les premières persécutions. Le Bāb dut renoncer à se rendre à la ville sainte de Karbilā et on l’arrêta pour le forcer à renier ses prétentions.
En 1846, le Bāb réussit à quitter Šīrāz pour trouver refuge en mars à Iṣfāhān, où le gouverneur de la ville Manūčihr Ḫān le protégea jusqu’à sa mort en 1847.
En 1847, le Bāb demanda à être reçu en audience par le roi de Perse Muḥammad Šāh Qājār (1810-1848) dans la capitale de Téhéran (Ṭihrān), mais juste avant d’y parvenir il fut emprisonné en Azerbaïdjan dans la citadelle montagnarde de Māh-Kū, où il rédigea son Bayān persan.
Le 10 avril 1848, il fut transféré à la forteresse de Čihrīq sur l’ordre du grand vizir Ḥājī Mīrzā Áqāsī, afin de contrecarrer l’influence grandissante du Bāb. Du 26 juin au 17 juillet les bābis tinrent la conférence de Badašt, qui marqua la séparation définitive du babisme d’avec l’Islam. En juillet, le Bāb fut jugé à Tabrīz, où il confirma publiquement ses revendications, essuyant en retour moqueries et bastonnade. Le 21 juillet 1848, Mullā Ḥusayn-i Bushru’ī leva au Māzindarān « l’étendard noir » de la « guerre sainte » et marcha sur la ville de Mašhad à la tête de 200 bābis. Cela déboucha sur le siège du mausolée de Šayḫ Ṭabarsī, où les bābis se retranchèrent à partir du 10 octobre 1848.
Le 10 mai 1849, les bābis assiégés se rendirent finalement après 7 mois d’une résistance héroïque face aux troupes gouvernementales commandées par le prince Mihdī Qulī Mirzā, qui s’empressa de renier sa promesse faite sur le Coran et d’exterminer les prisonniers. Le Bāb fut tellement affecté par le cruel supplice infligé à Quddūs, qu’il resta plusieurs mois sans rien écrire. Il rédigea finalement un testament dans lequel il désignait Mīrzā Yaḥyā-i Nūrī Ṣubḥ-i Azal (1831-1912) comme son successeur à la tête de la communauté bābie en attendant la venue de « Celui que Dieu rendra manifeste ».
1850 vit la rébellion et le massacre des bābis de Nayrīz dans la province du Fārs et le conflit de Zanjān. Le 9 juillet 1850 à midi, le Bāb fut publiquement fusillé dans la cour de la caserne de Tabrīz sur l’ordre du grand vizir Mīrzā Taqī Ḫān (1807-1852). La première salve d’un régiment arménien chrétien ne fit que couper ses liens en le laissant indemne. Devant un tel prodige, le colonel chrétien Sām Ḫān refusa de faire tirer une nouvelle salve et quitta la caserne sur le champ avec son régiment. C’est un régiment musulman azéri commandé par le colonel Áqā Jān Big qui se chargea de tirer la seconde salve mortelle. Les restes du Bāb furent jetés dans un fossé à l’extérieur de la ville. Les bābis s’en emparèrent subrepticement de nuit pour les cacher, jusqu’à leur transfert en Palestine, où ils furent déposés en 1909 dans le Mausolée du Bāb du Mont Carmel.
1851 vit l’insurrection bābie de Zanjān noyée dans le sang.
Le 15 août 1852, trois bābis attentèrent sans succès à la vie du jeune roi de Perse Nāṣiri’d-Dīn-Šāh Qājār (1831-1896). Cet acte fut la justification d’une persécution généralisée contre le mouvement bābi, dont de nombreux dirigeants furent tués comme Fāṭimih Baraġānī (1817-1852, surnommée Ṭāhirih, la « Pure ») et Siyyid Ḥusayn-i Yazdī, ou emprisonnés dans la cachot souterrain du Sīyāh-Čāl comme Mīrzā Ḥusayn ‘Alī Nūrī (1817-1892, surnommé Bahā’u’llāh, la « splendeur de Dieu »). C’est enchaîné dans l’obscurité, le froid et la puanteur de ce cachot, qu’il vécut une expérience mystique lui faisant prendre conscience qu’il était « Celui que Dieu rendra manifeste ». Comme Bahā’u’llāh bénéficiait de puissantes protections, ses ennemis hésitèrent à le tuer comme les autres bābis et décidèrent de confisquer tous ses biens puis de l’exiler avec sa famille le plus loin possible, en espérant sa mort.
1853 fut l’année où Bahā’u’llāh commença son exil de 40 ans avec sa famille et ses compagnons. Quand il arriva à Baġdād le 8 avril 1853, il trouva la communauté des réfugiés bābis dans la plus grande confusion et la plus grande misère. Son demi-frère Mīrzā Yaḥyā Nūrī, que le Bāb avec désigné comme « chef » des bābis dans son testament (Lawḥ-i Vasaya), avait réussi à fuir la sanglante répression des bābis à Tākur et à atteindre Baġdād, où il vivait caché sous le nom de Ḥājī ’Alīy-i lās Furūš. Comme le décret d’exil signé par le roi de Perse Nāṣiri’d-Dīn Šāh Qājār ne le concernait pas, Bahā’u’llāh le pria de retourner en Perse pour y faire connaître le message du Bāb et servir la Foi. Mais, selon une version bahā’ie des évènements que les azalis considèrent comme fausse et calomnieuse, il n’en fit rien et, sous l’influence de Siyyid Muḥammad-i Iṣfāhānī, il commença à jalouser la renommée de Bahā’u’llāh, qui ne faisait que croître parmi la communauté après la révélation de « l’épître de Toutes Nourritures » (Lawḥ-i Kullu’ṭ Ṭa’ām).
Le 10 avril 1854, Bahā’u’llāh se retira dans les montagnes du Kurdistan près de Sulaymānīyyih pour vivre en ermite loin des querelles partisanes. Il ne revint que deux années plus tard à la demande des bābis, 19 mars 1856, pour reprendre la direction de la communauté agonisante.
Après dix ans d’exil à Baġdād, la renommée et l’influence de Bahā’u’llāh s’étaient considérablement accrues, au point d’alarmer ses ennemis qui prièrent le gouvernement ottoman de l’exiler encore plus loin. En réponse à cette requête, le grand vizir `Alī Pāšā (1815-1871) et le ministre des Affaires étrangères Fu’ād Pāšā (1815-1869), qui dirigeaient conjointement l’Empire ottoman, envoyèrent à Bahā’u’llāh la ferme invitation de se rendre à Constantinople. C’est juste au moment de partir, fin avril 1863 dans les jardins de Riḍvān, que Bahā’u’llāh déclara à son entourage qu’il était « Celui que Dieu rendra manifeste » annoncé par le Bāb.

## Naissance de la foi baha’ie

### Schisme entre baha’is et azalis

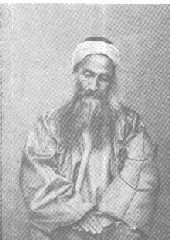
Ṣubḥ-i Azal, photographie du Capitaine Arthur Young, vers la fin de 1889 ou le début de 1890, publiée par E. G. Browne en frontispice de sa traduction du Tarikh-I-Jadid.

Après le martyre du Bāb en 1850, plusieurs bābis déclarèrent être « Celui que Dieu rendra manifeste » annoncé par le Bāb, mais aucun ne réussit à convaincre la communauté bābie de la justesse de ses prétentions et quelques-uns se rétractèrent par la suite.
Bahā’u’llāh prétendit avoir reçu la révélation qu’il était cette personne lors d’une expérience mystique qu’il vécut fin 1852 dans le cachot souterrain du Sīyāh-Čāl (le « trou noir »), mais il ne l’annonça à son entourage qu’en 1863 au moment de partir pour son exil à Constantinople. Cette annonce fut acceptée par beaucoup de bābis, qui gardaient en mémoire les avertissements du Bāb au sujet des années « neuf » (1852) et « dix-neuf » (1863) après la naissance de la dispensation bābie. Certains bābis refusèrent cette annonce, en estimant qu’elle était bien trop précoce par rapport aux valeurs numériques des termes Ġiyāṯ (1511) kaj Mustaġāṯ (2001) donnés également par le Bāb.
Au cours de la seconde année de l’exil à Andrinople, selon une version bahā’ie des évènements, que les azalis réfutent comme mensongère et calomnieuse, Ṣubḥ-i Azal se rebella contre l’autorité revendiquée par Bahā’u’llāh, intrigua auprès des autorités turques, complota contre lui et essaya plusieurs fois de le tuer, en particulier en l’empoisonnant. Il s’ensuivit finalement un schisme entre bahā’is, partisans de Bahā’u’llāh et Azalis, partisans de Ṣubḥ-i Azal. Ce que les bahā’is appellent la « Plus Grande Séparation « devint officielle en septembre 1867, et peu de temps après Bahā’u’llāh révéla son Merveilleux Livre Nouveau (Kitāb-i Badī`) pour réfuter les arguments de ses opposants désignés comme le « Peuple du Bayān « (Ahl-i Bayān), et surtout de Siyyid Muḥammad-i Iṣfahānī.
Ce conflit, parfois sanglant et meurtrier, indisposa la Sublime Porte ottomane qui décida en 1868 de les exiler séparément dans le vilayet de Syrie à Saint-Jean-d’Acre (aujourd’hui en Israël) et dans l’île de Chypre à Famagouste. Bahā’u’llāh s’éteignit à Saint-Jean-d’Acre le 29 mai 1892 et la religion indépendante (la foi bahā’ie) qu’il a fondé à partir du babisme s’est répandue et s’est organisée à travers le monde. Ṣubḥ-i Azal s’éteignit à Famagouste le 9 avril 1912 et sa communauté périclita au cours du XXe siècle, en ayant cependant joué un rôle certain dans la révolution constitutionnelle persane de 1905 à 1909. Il ne reste actuellement que quelques  milliers de bābis-azalis (qui s’appellent eux-mêmes le Peuple du Bayān) sans véritable organisation, principalement en Iran et en Ouzbékistan,.

### Rang du Bāb dans la foi baha’ie
Les bahā’is sont accusés par les azalis de renier le message du Bāb et d’abaisser son rang. Bahā’u’llāh le considère en effet comme un précurseur de sa propre révélation, tout en indiquant que le Bāb est une « Manifestation de Dieu » douée d’immuabilité, semblable aux autres grands fondateurs de religion comme Moïse, Jésus ou Mahomet, et que la durée extraordinairement courte de sa mission est « un mystère tel qu’aucun esprit ne peut la sonder. Shoghi Effendi (1897-1957), interprète désigné de la Foi bahā’ie de 1921 à 1957, explique qu’il est le héraut annoncé dans les écrits saints du passé :

« Lui, le « Qā’im » (Celui qui s’élève) promis aux chiites, le « Mahdī » (Celui qui est guidé) attendu par les sunnites, le « Retour de saint Jean-Baptiste » espéré par les chrétiens, le « Úšīdar-Māh » auquel les écritures zoroastriennes font allusion, le « Retour d’Élie » escompté par les juifs, dont la Révélation devait présenter « les signes et les preuves de tous les Prophètes », qui devait « manifester la perfection de Moïse, le rayonnement de Jésus et la patience de Job », Celui-là avait paru et proclamé sa Cause, puis Il était mort glorieusement après d’impitoyables persécutions. Le « Second Malheur » dont il est parlé dans l’Apocalypse de saint Jean l’Évangéliste était enfin arrivé, et le premier des deux « Messagers », dont l’apparition est annoncée dans le Coran, avait été envoyé sur Terre. La première « Sonnerie de Trompette » destinée à frapper la terre d’extermination, comme l’annonce ce dernier Livre, avait enfin retenti. »

#### Sources officielles baha’ies
- Le Báb : Sélections des écrits du Báb, compilé par le département de la recherche de la Maison Universelle de Justice et édité par la Maison d’édition bahá’íe (Bruxelles, 1984, 1re édition), D/1547/1984/1 [lire en ligne]
- (en) Muḥammad-i Zarandī Nabīl-i Aʿẓam (trad. Shoghi Effendi), The Dawn-Breakers : Nabíl’s Narrative, Wilmette, Bahá’í Publishing Trust, 1932 (ISBN 978-0-900125-22-5, lire en ligne)Traduction française : Muḥammad-i Zarandī Nabīl-i Aʿẓam, La Chronique de Nabíl [« The Dawn-Breakers »], Bruxelles, Maison d’éditions bahá’íes, 1986 (lire en ligne)
- (en) Shoghi Effendi, God Passes By, 1944 (lire en ligne)Traduction française : Shoghi Effendi, Dieu passe près de nous [« God Passes By »], Bruxelles, Maison d’éditions bahá’íes, 1976

#### Autres
- Sayyid ʿAlī Muḥammad Šīrāzī le Bāb (trad. A.-L.-M. Nicolas), Le Béyân arabe [« Bayān-i arabī »], Paris, Librairie Ernest Leroux, 1905 (lire en ligne)
- Sayyid ʿAlī Muḥammad Šīrāzī le Bāb (trad. A.-L.-M. Nicolas), Le Béyan persan [« Bayān-i fārsī »], Paris, Librairie Paul Geuthner, 1911-1914 (lire en ligne)
- Sayyid ʿAlī Muḥammad Šīrāzī le Bāb (trad. A.-L.-M. Nicolas), Le Livre de Sept Preuves de la Mission du Bab [« Dalāʾil-i Sabʿih »], Paris, J. Maisonneuve, 1902 (lire en ligne)
- (en) Abbas Amanat, « Historiography. VIII. Qajar Period: Babi and Bahai works », dans Encyclopædia Iranica, 2004 (lire en ligne)
- (en) Abbas Amanat, « Islam in Iran. V. Messianic Islam in Iran », dans Encyclopædia Iranica, 2007 (lire en ligne)
- (en) Abbas Amanat, Resurrection and Renewal : The Making of the Babi Movement in Iran, 1844-1850, Ithaca, Cornell University Press, 1989, 461 p. (ISBN 978-0-8014-2098-6)
- (en) Gerhard Böwering, Moojan Momen, « Ḏekr. II. In the Babi and Bahai religions », dans Encyclopædia Iranica, 1994 (lire en ligne)
- (en) Juan Cole, « Browne, Edward Granville. II. Browne on Babism and Bahais », dans Encyclopædia Iranica, 1989 (lire en ligne)
- (en) Juan Cole, « Conversion. V. To Babism and the Bahai faith », dans Encyclopædia Iranica, 1993 (lire en ligne)
- (en) Stephen Lambden, « Eschatology. IV. In Babism and Bahaism », dans Encyclopædia Iranica, 1998 (lire en ligne)
- (en) Denis MacEoin, « ʿAlī Besṭāmī », dans Encyclopædia Iranica, 1985 (lire en ligne)
- (en) Denis MacEoin, « Azali Babism », dans Encyclopædia Iranica, 1987 (lire en ligne)
- (en) Denis MacEoin, « Bāb (1) », dans Encyclopædia Iranica, 1988 (lire en ligne)
- (en) Denis MacEoin, « Bāb, ʿAli Moḥammad Širāzi », dans Encyclopædia Iranica, 1988 (lire en ligne)
- (en) Denis MacEoin, « Babism », dans Encyclopædia Iranica, 1988 (lire en ligne)
- (en) Denis MacEoin, « Bahaism. III. Bahai and Babi Schisms », dans Encyclopædia Iranica, 1988 (lire en ligne)
- (en) Denis MacEoin, « Bārforūšī, Moḥammad-ʿAlī », dans Encyclopædia Iranica, 1989 (lire en ligne)
- (en) Denis MacEoin, « Bayān (2) », dans Encyclopædia Iranica, 1988 (lire en ligne)
- (en) Denis MacEoin, « Bošrūʾī, Mollā Moḥammad-Ḥosayn », dans Encyclopædia Iranica, 1989 (lire en ligne)
- (en) Denis MacEoin, Rituals in Babism and Baha’ism, Londres, British Academic Press, 1994, 188 p. (ISBN 978-1-85043-654-6)
- (en) Denis MacEoin, The Messiah of Shiraz : Studies in Early and Middle Babism, Leiden, Brill, 2008, 738 p. (ISBN 978-90-04-17035-3, présentation en ligne)
- (en) Denis MacEoin, The Sources for Early Bābī Doctrine and History : A Survey, Leiden, E.J. Brill, 1992, 274 p. (ISBN 978-90-04-09462-8, présentation en ligne)
- (en) Kavian Milani, « Noqṭat al-Kāf », dans Encyclopædia Iranica, 2008 (lire en ligne)
- (en) Moojan Momen, « Badašt », dans Encyclopædia Iranica, 1988 (lire en ligne)
- (en) Moojan Momen, « Dārābī, Sayyed Yaḥyā », dans Encyclopædia Iranica, 1994 (lire en ligne)
- (en) Moojan Momen, « Women. III. In the works of the Bab and in the Babi Movement », dans Encyclopædia Iranica, 2011 (lire en ligne)
- (en) Peter Smith, Moojan Momen, « Martyrs, Babi », dans Encyclopædia Iranica, 2005 (lire en ligne)
- Fabrizio Frigerio, « Un prisonnier d'État à Chypre sous la domination ottomane : Soubh-i Ezèl à Famagouste », Πρακτικά του Γ Διεθνούς Κυπρολογικού Συνέδριου (Actes du IIIe Congrès International d'Études Chypriotes), Nicosie, Chypre, vol. 13,‎ 2001, p. 629-646.